# Omaezaki
Omaezaki (御前崎市, Omaezaki-shi) est une ville située dans la préfecture de Shizuoka, au Japon.

## Toponymie
Le toponyme « Omaezaki » fait référence au cap Omae, situé dans le sud-est de la ville, délimitant à l'ouest la baie de Suruga.

## Géographie

### Situation
Omaezaki se trouve à environ 130 km au sud de la ville de Shizuoka, au niveau du cap Omae qui s'étend vers l'est dans l'océan Pacifique.

### Démographie
En 2010, la population de la ville d'Omaezaki était de 34 339 habitants, répartis sur une superficie de 65,86 km2. Elle était de 30 862 habitants en juillet 2022.

### Climat
Omaezaki a un climat subtropical humide. En raison de sa situation, Omaezaki subit de forts vents côtiers entre octobre et avril. La saison des pluies japonaise affecte également Omaezaki, avec des typhons susceptibles de frapper la ville entre juillet et septembre. Pendant l'été, la région est plus fraîche que la majorité de la préfecture intérieure de Shizuoka. La température annuelle moyenne à Omaezaki est de 16,7 °C. La pluviométrie annuelle moyenne est de 2 094,8 mm, septembre étant le mois le plus humide. Les températures sont les plus élevées en moyenne en août, à environ 26,7 °C, et les plus basses en janvier, à environ 6,9 °C.

## Histoire
Omaezaki a été fondée le 1er avril 2004 par la fusion des bourgs d’Omaezaki (district de Haibara) et de Hamaoka (district d'Ogasa, dont les autres bourgs ont été assimilés aux villes de Kakegawa et Kikugawa).
La centrale nucléaire de Hamaoka y est construite a partir de 1971

## Jumelage
Omaezaki est jumelée avec :
- Takamori (Japon),
- District de Uljin (Corée du Sud).